# Delvito Alves da Silva Filho
Delvito Alves da Silva Filho (Morada Nova de Minas, 5 de fevereiro de 1955) é um advogado e político brasileiro do estado de Minas Gerais. Em 2012, elegeu-se prefeito da cidade de Unaí em Minas Gerais. Delvito Alves foi eleito pelo DEM, mas está filiado ao PTB desde 2009. 